# Instituto Autónomo de Bibliotecas e Información de Miranda
El Instituto Autónomo de Bibliotecas e Información de Miranda, abreviado IABIM, es un organismo creado por la gobernación del estado Miranda (Venezuela) con la finalidad de velar por la red de bibliotecas del mismo. Es el brazo del ejecutivo regional para todas aquellas actividades en pro de preservar el acervo cultural, histórico y educativo del estado.

## Historia
Fue fundado en 1997, como un ente bibliotecario más, donde la consulta bibliográfica era la actividad principal a la cual se dedicaba. 
Posteriormente, la institución fue evolucionando, convirtiéndose en un órgano donde los miembros de la ciudadanía interactúan y participan en pro de sus comunidades mirandinas, dotándolos de medios tecnológicos que facilitan el acceso a la información para la elaboración y consolidación de proyectos orientados a la solución de problemas comunitarios en el ámbito educativo, cultural, económico y social.